# Póz
A póz (más néven sablonos helyzet, helyzet, testtartás; angolul: attitude) a helyzethez hasonlóan a címerábrák megkülönböztető jegyei közé tartozó specifikus heraldikai tulajdonságok összefoglaló megnevezése. Vannak olyanok, melyek benne foglaltatnak a címerábra terminológiájában, ezért a címerleírásban nem kell megemlíteni, és vannak olyanok, melyek eltérnek a szokványostól, ezért a címerleírás is külön megnevezi.
A póz a címerábra testtartását (en: posture) vagy irányát (en: inclination) jelenti. A legtöbb címerkép álló helyzetben fordul elő a címerben. Ezt a leírásban nem kell külön megemlíteni. (Az angol heraldikában meg kell említeni, ha harántpólyán vagy balharántpólyán fordul elő.) A póz megadása akkor szükséges, ha azt tisztázni kell (pl. balra néző oroszlán), a címerábra geometriáját írjuk le (pl. cölöpös lándzsa) vagy olyan címertani kifejezéseket használunk, melyek külön névvel neveznek meg egy-egy speciális pózt. Ha például a címerábra a pajzs széléből vagy mesteralakból nyúlik ki, meg kell adni a pontos helyzetét (en: position) és pózát (en: attitude). Például "a pajzsfő jobb oldalából harántosan előtörő" (en: issuing from the dexter chief bendwise). Az angol heraldikában külön meghatározzák azt is, hogy miként kell leírni a vadállatok testtartását. 1. Leírjuk a test pózát (bodily attitudes), 2. a fej helyzetét (position of head), 3. a farok állását (inclination of tail).

## Példák
|  | Vörös alapon arannyal fegyverzett, aranykoronás, letépett ezüst sasfej. Az alap megnevezése után felsoroljuk a fő címerábra kiegészítő jegyeit. (Nem írjuk le a korona alakját.) |
|  | Vörös alapon arannyal fegyverzett, aranykantáros hasított ezüst ló. A "hasított" kifejezés azt jelenti, hogy a ló teste csak a háta közepéig (a teste első fele) látható és az is benne foglaltatik, hogy a vágóvonal egyenes. Az előző címernél a "letépett" azt jelenti, hogy a sasfej vágóvonala cafatos. Az egyenes vágóvonalat a "levágott" kifejezés jelölné. Nem írjuk le, hogy a ló feje jobbra néz, mert ez a heraldikailag szabályos póz. Csak azt kellene külön leírni, ha a ló feje balra nézne.                     |
|  | Kék alapon vörös nyelvű ágaskodó ezüst egyszarvú. Nem írjuk le a farok lompjainak számát, csak azt, ha kétfarkú egyszarvúról lenne szó. Az "ágaskodó" kifejezésben benne foglaltatik, hogy a címerállat a bal alsó lábán áll, míg a jobb alsó lábát felemeli és a mellső lábait kinyújtja. Nem írjuk le az egyszarvú szarvának alakját, mert ez az "egyszarvú" kifejezésben benne foglaltatik, és azt minden heraldikusnak és címerfestőnek ismernie kell akkor is, ha csak annyit közölnek vele, hogy a címerben egyszarvú van. |
|  | Darabolt harántpólya |
|  | Széttolt cölöp |
|  | Széttolt pólya |
|  | Hullámos pólya |
|  | Kékkel és arannyal (egyszer) hasított sas |
|  | Hatágú csillagok (a magyar heraldikában szokványos, az angolban szokatlan) |
|  | 16-ágú csillagok |
|  | Zsinórráma (a szokásos szélességű keretnél keskenyebb ráma) |